# Luis Romero (boxeador)
Luis Romero Pérez, fue un boxeador español de los años cuarenta y cincuenta, nacido el 5 de octubre de 1921 en Arcila, protectorado español de Marruecos, España aunque criado y educado en Barcelona, donde fallece en mayo de 2008. Fue en su día el boxeador más popular de España, campeón continental y aspirante al título mundial, en el ámbito nacional tuvo como gran rival a Luis Santiago que al igual que Romero tenía seguidores incondicionales.

## Biografía
Huérfano desde muy pequeño primero de madre y luego de padre, fue criado por sus tíos hasta que lo metieron en un colegio interno. Tras superar los años de la guerra civil y de las hambre de la posguerra, será descubierto para el boxeo, cuando en una pista de baile en un altercado derriba a un hombre mucho más grande que él con un terrible golpe de izquierda.
De pequeña estatura, mide solo 1,52 m. comienza a boxear en 1939 en la categoría de los pesos moscas dentro del campo amateur, para luego, en 1942, pasar al campo profesional y militar en la categoría de los gallos, donde se convertiría en una de las primeras figuras mundiales. Basándose en una izquierda demoledora Romero cosecha nada más y nada menos que treinta y una victorias consecutivas. El 26 de abril de 1944 se proclama campeón de Cataluña al vencer a Luis Soria. Además de boxeando, Romero se gana la vida primero cavando zanjas, y más tarde trabajando en un taller, trabajo que es menos duro y le da más tiempo para dedicárselo al boxeo. Posteriormente montó un restaurante con la que era su pareja Pilar Arias Crespo. Así, entrenando duro se enfrenta al campeón de España de la categoría Eusebio Librero, llamado el "emperador de Vallecas", gana Romero por puntos proclamándose campeón nacional. Tras varios combates se enfrenta, para defender su título con Luis Fernández, llamado Peter Kane, que es un verdadero trotamundos del boxeo, y que se ha ganado una merecida fama de gran boxeador en rings de toda Europa. Romero no obstante se alza con la victoria y conserva su título de campeón.
Pierde el título con Fortea, para luego recuperarlo ante el mismo púgil, vuelve a vencer a Librero y a Fernández, para luego intentar el asalto de los plumas que está en manos del también famoso Luis de Santiago. El combate se disputó en la plaza monumental de Barcelona que se llenó hasta la bandera para ver el enfrentamiento de los dos boxeadores más populares del país. En un durisimio combate en que ambos boxeadores se derriban y se producen diversas lesiones Romero es declarado vencedor por puntos en doce asaltos.
Vuelve al peso gallo, donde pierde el título frente a Librero para luego volverlo a recuperar en la revancha, luego boxea en Italia frente al local Arturo Paoletti, de regreso a España realiza varios combates de defensa de su títulos nacionales saliendo vencedor en todos ellos.
El año 1947 vence a una gran lista de grandes boxeadores tanto nacionales como internacionales, y mantiene sus títulos, en 1948 su racha continua hasta que el 15 de diciembre de dicho año, vuelve a enfrentarse con el madrileño Luis de Santiago y esta vez de Santiago consigue noquear a Romero en 10 asaltos y recupera así su título nacional.
El 10 de agosto de 1949, en Barcelona conquista el título europeo de los gallos ante el italiano Guido Ferracin, al que vence por KO en 7 asaltos. Tras tres defensas de su título continental, para luego tener una sonada derrota en el Metropolitano contra el boxeador Roy Ankrah, sin título en juego.
Peter Keenan, le vence en Escocia en una polémica decisión arrebatándole el título continental de los gallos. A pesar de la derrota le llega por fin la oportunidad del título mundial. El combate debía haberlo realizado contra el mexicano Manuel Ortiz, pero los mentores de este temiendo la pegada del campeón español, rehúyen concertar la pelea, hasta que finalmente el mexicano pierde el título frente al sudafricano Vic Toweel. En Sudáfrica, la tierra del campeón, un Romero ya muy quebrantado y lejos de sus mejores tiempos se enfrenta a un boxeador joven y en alza. Romero perdería honrosamente en quince asaltos su oportunidad por el título mundial.
Después del mundial, la carrera de Romero no decae, en 1952 gana casi todos los combates que realiza, tanto en España como en el Reino Unido y defendiendo con éxito por dos veces el título nacional de los plumas. Tan solo le derrota Fred Galiana, la nueva estrella del boxeo español y que con gran pujanza va desplazando a las viejas glorias.
En 1953 y 1954 tiene suerte dispar, primero pierde en Inglaterra frente Hogan Kid Bassey, y luego consigue vencer en la revancha contra Fred Galiana, luego pierde con otra promesa pujante del boxeo nacional como José Hernández y más tarde pierde con el excelente púgil francés Theo Medina, luego vence a Bobby Ross y a Jesús Aguerri, para acabar el año 54 perdiendo la revancha frente a Hogan Kid Bassey.
En 1955 no pelea, en 1956 gana cinco de siete combates, aunque su decadencia es notoria, en el cincuenta y siete gana todas sus peleas por puntos, su izquierda ya no es la que era, la federación le llega a retirar la licencia, aunque más tarde se la devuelve, en 1958 realiza su última pelea perdiendo por puntos en Barcelona.
En el cine hubo oportunidad de verle en la película de Mario Camus titulada Young Sánchez (1964), interpretada por Julián Mateos, basada en un magnífico relato de Ignacio Aldecoa, y en el que Luis Romero interpretaba un breve pero intenso papel como preparador técnico del protagonista.

## Vida personal
Nace el 5 de noviembre de 1921 en Arcila, Marruecos, pero se cría en Barcelona. Era el mayor de tres hermanos, le sigue su hermano que muere muy joven y posteriormente nace Fernando. Al morir sus padres, Luis se va a vivir con sus tíos. Cuando tenía 8 o 9 años sus tíos lo meten en un colegio interno debido a que era un crío muy pesado.
Sale con 18 años y se convierte en boxeador por casualidad. Un cazatalentos vio como peleaba en una pelea callejera y le ofreció un combate de prueba. Poco después se dan cuenta de que era un diamante en bruto. Con el paso del tiempo llega a ser campeón de Europa varias veces y todo un icono a seguir para los demás boxeadores.
Era conocido por su izquierda de oro, la cual dejaba K.O. a los contrincantes con un solo golpe. 
Su primera pareja fue Pilar Arias Crespo, con la que tuvo dos hijas, Luisa Romero Arias y Alicia Romero Arias.

## Principales Combates
- 14 de febrero de 1945, Barcelona, vence a Eusebio Librero por puntos en 12 asaltos proclamándose campeón de España de los Gallos.
- 18 de abril de 1945, Barcelona, vence a Luis Fernández por puntos en 12 asaltos reteniéndose la corona nacional.
- 24 de febrero de 1946, Barcelona, vence a Luis de Santiago por puntos en 12 asaltos proclamándose campeón de España de los Plumas.
- 3 de abril de 1946, Madrid, es derrotado por Eusebio Librero por puntos en 12 asaltos perdiendo la corona nacional de los Gallos.
- 8 de mayo de 1946, Barcelona, vence a Eusebio Librero por puntos en 12 asaltos proclamándose campeón de España de los Gallos.
- 20 de agosto de 1946, Barcelona, vence a Joaquín Alejos por KO en 8 asaltos y retiene su corona nacional de los Plumas
- 9 de octubre de 1946, Madrid, vence a Eusebio Librero por KO en ocho asaltos y retiene las coronas nacionales de los Gallos y los Plumas.
- 26 de noviembre de 1946, Barcelona, vence a Antoine Martí, por puntos en 12 asaltos y retiene la corona nacional de los Plumas.
- 29 de abril de 1947, Madrid, vence a Antonio Fenoy, por KO en tres asaltos reteniendo su corona nacional de los Plumas.
- 25 de noviembre de 1948, Barcelona, vence por puntos en 12 asaltos y retiene su corona nacional de los Gallos.
- 15 de diciembre de 1948, Barcelona, es derrotado por Luis de Santiago por KO en 10 asaltos y pierde sus coronas nacionales.
- 10 de agosto de 1949, Barcelona, vence por KO en el 7º asalto a Guido Ferracin proclamándose campeón de Europa de los pesos Gallos.
- 25 de abril de 1950, Londres, vence por KO técnico en el decimotercer asalto a Danny O'Sullivan reteniendo su corona continental.
- 23 de septiembre de 1950, Barcelona, vence por puntos en quince asaltos a Marcel Mathieu reteniendo la corona europea.
- 20 de junio de 1951, Barcelona, vence por puntos en quince asaltos a Álvaro Nuvaloni reteniendo la corona continental.
- 5 de septiembre de 1951, Glasgow, es derrotado por Peter Keenan por puntos en 15 asaltos y pierde la corona continental.
- 6 de octubre de 1951, Barcelona, vence por KO en 3 asaltos a Luis de Santiago y obtiene la corona nacional de los Plumas.
- 17 de noviembre de 1951, Johannesburgo, es derrotado por puntos en 15 asaltos por Vic Towell en un intento de conquistar la corona mundial de los Gallos.
- 26 de marzo de 1952, Barcelona, vence por puntos en 12 asaltos a Jesús Aguerri proclamándose campeón de España de los Plumas.
- 23 de julio de 1953, Barcelona, es derrotado por KO técnico en el octavo asalto por José Hernández en un intento de conquistar la corona nacional de los Plumas.